# Crystal Lakes (Ohio)
Crystal Lakes es un lugar designado por el censo ubicado en el condado de Clark en el estado estadounidense de Ohio. En el Censo de 2010 tenía una población de 1483 habitantes y una densidad poblacional de 1.133,84 personas por km².

## Geografía
Crystal Lakes se encuentra ubicado en las coordenadas 39°53′20″N 84°1′28″O / 39.88889, -84.02444. Según la Oficina del Censo de los Estados Unidos, Crystal Lakes tiene una superficie total de 1.31 km², de la cual 1.23 km² corresponden a tierra firme y (6.14%) 0.08 km² es agua.

## Demografía
Según el censo de 2010, había 1483 personas residiendo en Crystal Lakes. La densidad de población era de 1.133,84 hab./km². De los 1483 habitantes, Crystal Lakes estaba compuesto por el 88.33% blancos, el 0.4% eran afroamericanos, el 0.4% eran amerindios, el 0.2% eran asiáticos, el 0% eran isleños del Pacífico, el 8.7% eran de otras razas y el 1.96% pertenecían a dos o más razas. Del total de la población el 13.69% eran hispanos o latinos de cualquier raza.